# País Vasco español

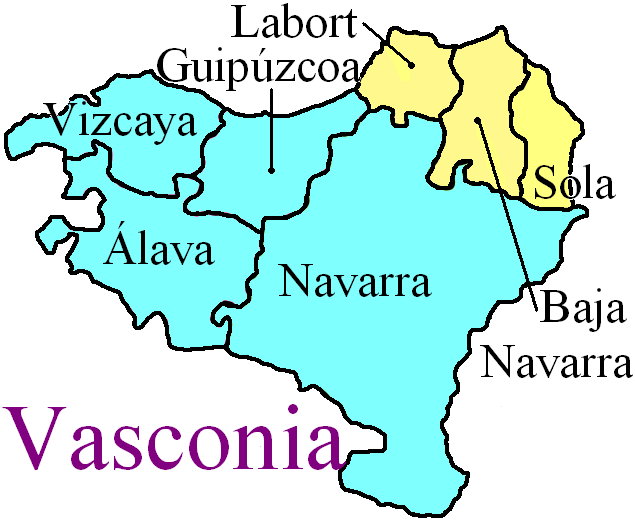
En color azul, las provincias que conforman el País Vasco español.

El País Vasco español o País Vasco sur (en vasco, Hegoalde o Hego Euskal Herria) es una denominación para el conjunto de los territorios españoles que conforman la comunidad autónoma del País Vasco y la Comunidad Foral de Navarra. Se trata de los cuatro territorios pertenecientes a España que en euskera se denominan Euskal Herria (también históricamente Vasconia), según la definición de la Real Academia de la Lengua Vasca. El término se contrapone al usado en dicho idioma para el País Vasco francés: Iparralde.
Al contrario que en francés, la expresión País Vasco español es poco utilizada en el español, pues los hablantes se refieren meramente al «País Vasco» o, en su caso, a Navarra. Algo similar ocurre en Francia, donde al País Vasco francés se le denomina simplemente Pays Basque (País Vasco). Todavía menos utilizada en español es la expresión «País Vasco sur». También se utiliza como sinónimo la denominación País Vasco peninsular (en contraposición a País Vasco continental).
La denominación País Vasconavarro o País Vasco-Navarro ha sido, asimismo, utilizada en diferentes momentos históricos, como en el proyecto de Estatuto Vasco-Navarro de las Comisiones Gestoras de las Diputaciones durante la Segunda República Española para denominar al conjunto de estos territorios. Hoy en día algunas sociedades deportivas, médicas o empresariales aún conservan esta denominación y ámbito de actuación.
En lengua vasca la denominación más formal o correcta es Hego Euskal Herria (País Vasco sur en español).
Uno de los lemas utilizados para expresar la existencia de intereses comunes entre las cuatro provincias, incluso antes del surgimiento del nacionalismo vasco, fue laurak bat, expresión idiomática que en vascuence significa «cuatro en una» o «unión de las cuatro».